# Dialakorodji
Dialakorodji est une ville et une commune rurale du Mali, dans le Cercle de Kati et la région de Koulikoro. Elle fait partie de la banlieue nord de Bamako. Sa population a connu entre les deux derniers recensements un accroissement très important passant de près de 13 000 habitants en 1998 à près de 105 000 habitants en 2023.

## Villages
La commune s'étend sur 3 localités relevées lors du recensement général de 2009 :
- Dialakorodji (45 803 habitants)
- N'Teguedo Samassebougou (1 248 habitants)
- N'Teguedo Sirakoro (425 habitants)